# 스펜서 트레이시
스펜서 보나벤터 트레이시(영어: Spencer Bonaventure Tracy, 1900년 4월 5일 ~ 1967년 6월 7일)는 미국의 배우이다. 폭스 필름을 거쳐 메트로 골드윈 메이어를 거쳐 이후 연기 생활까지 50년 동안 좋은 연기를 보였으며 캐서린 헵번과의 로맨스로도 유명하다.

## 출연 작품
- 교도소로 가다
- 분노 (1936년 영화)
- 샌프란시스코 (영화)
- 라이벨리드 레이디
- 굿바이 마이 라이프
- 프레디 바소로미우
- 소년의 거리
- 지킬 박사와 하이드씨 (1941년 영화)
- 여성의 해
- 아담의 부인
- 신부의 아버지 (1950년 영화)
- 부러진 창
- 배드 데이 블랙 록
- 노인과 바다 (1958년 영화)
- 침묵의 소리 (1960년 영화)
- 4시의 악마
- 뉘른베르크 재판 (영화)
- 매드 매드 대소동
- 초대받지 않은 손님